# Anomala flavizona
Anomala flavizona är en skalbaggsart som beskrevs av Bates 1888. Anomala flavizona ingår i släktet Anomala och familjen Rutelidae. Inga underarter finns listade i Catalogue of Life.